# Brazil (film)
Brazil är en brittisk dystopisk science fiction-film från 1985 i regi av Terry Gilliam, skriven av Terry Gilliam, Tom Stoppard och Charles McKeown. År 1999 placerade British Film Institute filmen på 54:e plats på sin lista över de 100 bästa brittiska filmerna genom tiderna.

## Handling
Huvudpersonen Sam Lowry (Jonathan Pryce) arbetar i ett väldigt kontorslandskap bland andra lägre tjänstemän i vit skjorta bakom datorer, sysselsatta med ett enormt byråkratiskt pappersarbete som till stor del går ut på att kontrollera varandra. Hans chef kan inte skriva sin egen namnteckning, men det hjälper huvudpersonen honom i hemlighet med. I början av filmen dödar en vetenskapsman en stor insekt, som då råkar ramla ner i en datorskrivare. Det uppstår då ett fel i skrivaren, så att det i dess utskrifter anges namnet "Buttle" istället för "Tuttle" som namnet på en efterlyst terrorist, med följden att en oskyldig man arresteras (och senare torteras och dödas).
Huvudpersonen upptäcker felet och försöker ställa allt till rätta vilket leder till att han själv blir jagad av det totalitära samhällets helikopterburna insatsstyrka mot terrorism, men också till att han träffar kvinnan han alltid drömt om.
Så småningom förvandlas huvudpersonen själv till en person som vill omstörta det totalitära samhället med dess maktfullkomliga informationsministerium. Som ett led i detta tar han själv chansen att avancera upp till maktens korridorer. Den riktige terroristen (spelad av Robert de Niro) dyker upp och blir huvudpersonen behjälplig när man minst anar det.

## Rollista (urval)
- Jonathan Pryce - Sam Lowry
- Kim Greist - Jill Layton
- Robert De Niro - Archibald "Harry" Tuttle
- Katherine Helmond - Mrs. Ida Lowry
- Ian Holm - Mr. M. Kurtzmann
- Bob Hoskins - Spoor
- Michael Palin - Jack Lint
- Peter Vaughan - Mr. Helpmann
- Jim Broadbent - Dr. Jaffe
- Terence Bayler - TV-reklamspresentatör

## Omtvistat slut
I dokumentären The Battle of Brazil: A Video History (1996) berättas om Gilliams duster med sitt filmbolag som ledde till att det idag finns två versioner av filmen med olika slut och musik. Filmbolaget ville att filmen skulle ha ett lyckligt slut och ackompanjeras av modern popmusik. Filmens ledmotiv är annars en version av Ary Barrosos sång "Aquarela do Brasil" från 1939, ofta kallad just Brazil på engelska.